# (967) Helionape
(967) Helionape és un asteroide que forma part del cinturó d'asteroides descobert per Wilhelm Heinrich Walter Baade des de l'observatori d'Hamburg-Bergedorf, a l'Alemanya, el 9 de novembre de 1921.
Helionape forma part de la família asteroidal de Flora.
Helionape es va designar inicialment com 1921 KV. Més endavant, va ser anomenat en honor de l'actor alemany Adolf Ritter von Sonnenthal (1834-1909), a partir d'una traducció al grec dels components del seu cognom.
Helionape està situat a una distància mitjana de 2,225 ua del Sol, i pot apropar-se fins a 1,849 ua. S'estima que té un diàmetre de 11,97 ± 1,0 km. Té una excentricitat de 0,1688 i una inclinació orbital de 5,415°. Completa una òrbita al voltant del Sol 1.212 dies. La seva distància mínima d'intersecció de l'òrbita terrestre és de 0,842931 ua. El seu TJ és de 3,622.
Les observacions fotomètriques recollides d'aquest asteroide mostren un període de rotació de 3,234 hores, amb una variació de lluentor de 11,8 de magnitud absoluta.